# Autoroute A 32
Die Autoroute A 32 war eine geplante Autobahn in Frankreich, deren Beginn in Thionville und deren Ende in Toul liegen sollte. Die Planungen wurden 2010 zugunsten des Ausbaus anderer bestehender Infrastrukturprojekte eingestellt.

## Geschichte

### Frühere Nummerierung
Von 1966 bis 1996 wurde die Bezeichnung Autoroute A 32 für zwei Autobahnabschnitte zwischen Metz und Saarbrücken mit einer Gesamtlänge von 73 km verwendet. Der erste Abschnitt verlief auf einer Länge von 58 km von Metz bis Freyming-Merlebach. Der Baubeginn war 1966, die Fertigstellung erfolgte 1972. Der Abschnitt wurde im Rahmen einer Konzession von dem Unternehmen SANEF realisiert. Von 1968 bis 1972 erfolgte in einem zweiten, 15 km langen Abschnitt die Verlängerung bis zur deutschen Grenze bei Saarbrücken, wo der Abschnitt seine Fortsetzung in der Bundesautobahn 6 fand. 1982 wurde dann der Abschnitt zwischen Metz und der Einfädelung der Autobahn 4 bei Metz zur Autobahn 314 umgewidmet und die restliche Strecke des ersten Abschnittes bis Merlebach in die A 4 integriert. Im Jahre 1996 erfolgte dann die Umwidmung des zweiten Abschnittes zur Autobahn 320.

### Weitere Planungen
In den 1980er Jahren begannen die Planungen für eine etwa 110 km lange Strecke zwischen Toul und Thionville. Diese nun als Autoroute A 32 bezeichnete Autobahn sollte im Rahmen einer Konzession realisiert werden.